# Скаржинский, Мечислав-Тадеуш Эдмундович
Мечислав-Тадеуш Эдмундович Скаржинский, (8 октября 1865, Krajewo Białe, гмина Замбрув (Zambrów) — 9 ноября 1930) — землевладелец, депутат Государственной думы II созыва от Ломжинской губернии.

## Биография
Польский дворянин. Родился в семье Эдмунда Александра Скаржинского герба Боньча и его жены Терезы, урождённой Щехнович. Выпускник Ломжинской гимназии. В 1892 году окончил физико-математический факультет Варшавского университета. Во время учёбы находился под надзором полиции по подозрению в «противоправительственной деятельности». После окончания университета, в 1892 году вернулся в имение родителей в Реманах, увлёкся занятиями сельским хозяйством, занимался изучением налоговой системы Российской империи. Стал членом Ломжинского сельскохозяйственного общества, вошёл в состав его руководства. Принимал участие в работе польского Национального общества «Освята» («Просвещение»). Писал статьи по экономическим проблемам для различных польских газет. Член национально-демократической партии. Владел землёй площадью в 720 десятин.
6 февраля 1907 избран в Государственную думу II созыва от общего состава выборщиков Ломжинского губернского избирательного собрания. Вошёл в состав Польского коло. Состоял в думской распорядительной комиссии и в комиссии по исполнению государственной росписи доходов и расходов.
1 февраля 1908 года избран от землевладельцев Царства Польского членом Государственного совета на место С. В. Гавронского, там также вошёл в Польское коло.
Во время Первой мировой войны он был настроен анти-германски, а также организовал помощь жертвам войны. В 1917 году он был избран членом Государственного совета в округе Ломжа, где первый заявил немецкому комиссару, что Германия должна проиграть войну. После войны он вернул имение Вилины, которое он превратил в одно из первых образцовых сельскохозяйственных производств на востоке страны. Суровые условия этой работы сильно повлияли на здоровье Скаржинского. После нескольких лет болезни он умер в 1930 году.

## Семья
- Жена — Мария Королец (Korolec), дочь нотариуса Михала Корольца и Натальи, урожденной Зоревич. У них было по меньшей мере четверо детей[2].
  - Сын — Тадеуш (1901—?)[2],
  - Дочь — Наталья (1902 года рождения), умерла в младенчестве[2],
  - Дочь — Александра (1903—?)[2]
  - Сын — Михал (1905—?)[2]

### Рекомендованные источники
- Brzoza Cz., Stepan K. Poslowie polscy w Parlamente Rosyjskim, 1906-1917: Slownik biograficzny. Warszawa, 2001.
- Российский государственный исторический архив. Фонд 1278. Опись 1 (2-й созыв). Дело 393; Дело 528. Лист 6.